# Рипакандіда
Рипакандіда (італ. Ripacandida) — муніципалітет в Італії, у регіоні Базиліката, провінція Потенца.
Рипакандіда розташована на відстані близько 300 км на схід від Рима, 32 км на північ від Потенци.
Населення — 1759 осіб (2014).
Щорічний фестиваль відбувається 5/6/7 серпня та 17 листопада. Покровитель — San Donato.

## Демографія
Населення за роками:

Станом на 1 січня 2023 року в муніципалітеті офіційно проживало 77 іноземців з 19 країн, серед них 21 громадянин країн Євросоюзу та 11 громадян України.

## Сусідні муніципалітети
- Ателла
- Бариле
- Філіано
- Форенца
- Джинестра
- Ріонеро-ін-Вультуре